# Officina Meccanica (gruppo musicale)
L'Officina Meccanica è stato un gruppo musicale di genere rock progressivo originario di Roma, attivo negli anni settanta, considerato da alcuni critici musicali fra i più preparati gruppi italiani del periodo.

## Storia del gruppo
Il gruppo si forma all'inizio del decennio nella provincia romana tra Anzio e Nettuno con una particolare formazione a sei elementi che include, oltre alla chitarra, il basso, la batteria e la voce, una tromba e un sassofono, strumenti questi ultimi che contribuiranno notevolmente a caratterizzare buona parte della loro produzione. L'Officina Meccanica inizia così ad esibirsi nei principali locali romani.
Vengono scoperti dal noto paroliere Pino Cassia, che propone loro un contratto per l'etichetta da lui fondata, la Picci, con cui pubblicano tre 45 giri, l'ultimo dei quali, Bambini innocenti, ottiene anche alcuni passaggi televisivi.
Il gruppo si esibisce in numerosi tour, sia in Italia che in altri stati (ad esempio in Tunisia), e nei concerti dà molto spazio all'aspetto teatrale, dipingendosi il viso ed usando costumi di scena. Alcune volte suona come gruppo spalla di formazioni quali Banco del Mutuo Soccorso e Premiata Forneria Marconi.
L'Officina Meccanica passa poi alla BASF con cui incide il brano Stranger in his Country che verrà utilizzato nel film del 1974 Un Attimo di Vita di Dante Marraccini. Nel 1977 incide l'ultimo dei cinque 45 giri con la Vedette di Armando Sciascia.
La band si scioglie nel 1978, dopo avere registrato alcuni brani per un album che non viene pubblicato.
Tre dei componenti (Barbati, Maiozzi e Bentivegna) formano il gruppo Stazione Termini, con altri tre musicisti, ai quali nel 1985 si aggiungono l'ex bassista dell'Officina Meccanica, Randolfo Canini e suo figlio Alessandro (Batterista).
Sempre negli anni 80 il chitarrista Gianni Barbati entra in pianta stabile negli Estro, nota cover-band dei Genesis.
Solo nel 2007 la AMS di Matthia Scheller pubblica le registrazioni inedite dell'album, arricchendole con i brani dei primi tre 45 giri, nel CD La follia del mimo di fuoco, il cui titolo è un omaggio a Luciano Maiozzi che, durante i concerti, era solito esibirsi come mimo durante i numerosi assoli.
Il disco viene pubblicato, oltre che in Italia, anche in Germania e Giappone.

## Discografia

### 45 giri
- 1972 - Signora Marisa/La mia strada in periferia (Picci, LG 3014)
- 1973 - The land of a thousand dances/Un prato e poi sognare (Picci, LG 3020)
- 1973 - Bambini innocenti/Bambini innocenti (strumentale) (Picci, LG 3029)
- 1974 - Stranger in his country/Un attimo di vita (BASF, 06-13306 Q)
- 1977 - Amanti di ieri/Insieme al sole (Vedette, VVN 33285)

### CD
- 2007 - La follia del mimo di fuoco (AMS, AMS 116CD)

## Formazione
- Luciano Maiozzi - voce
- Gianni Barbati - chitarra
- Luigi Canini - tromba
- Vincenzo "Bitto" Bentivegna - sax
- Randolfo Canini - basso
- Bruno Dionisi - batteria